# キャベツウニ

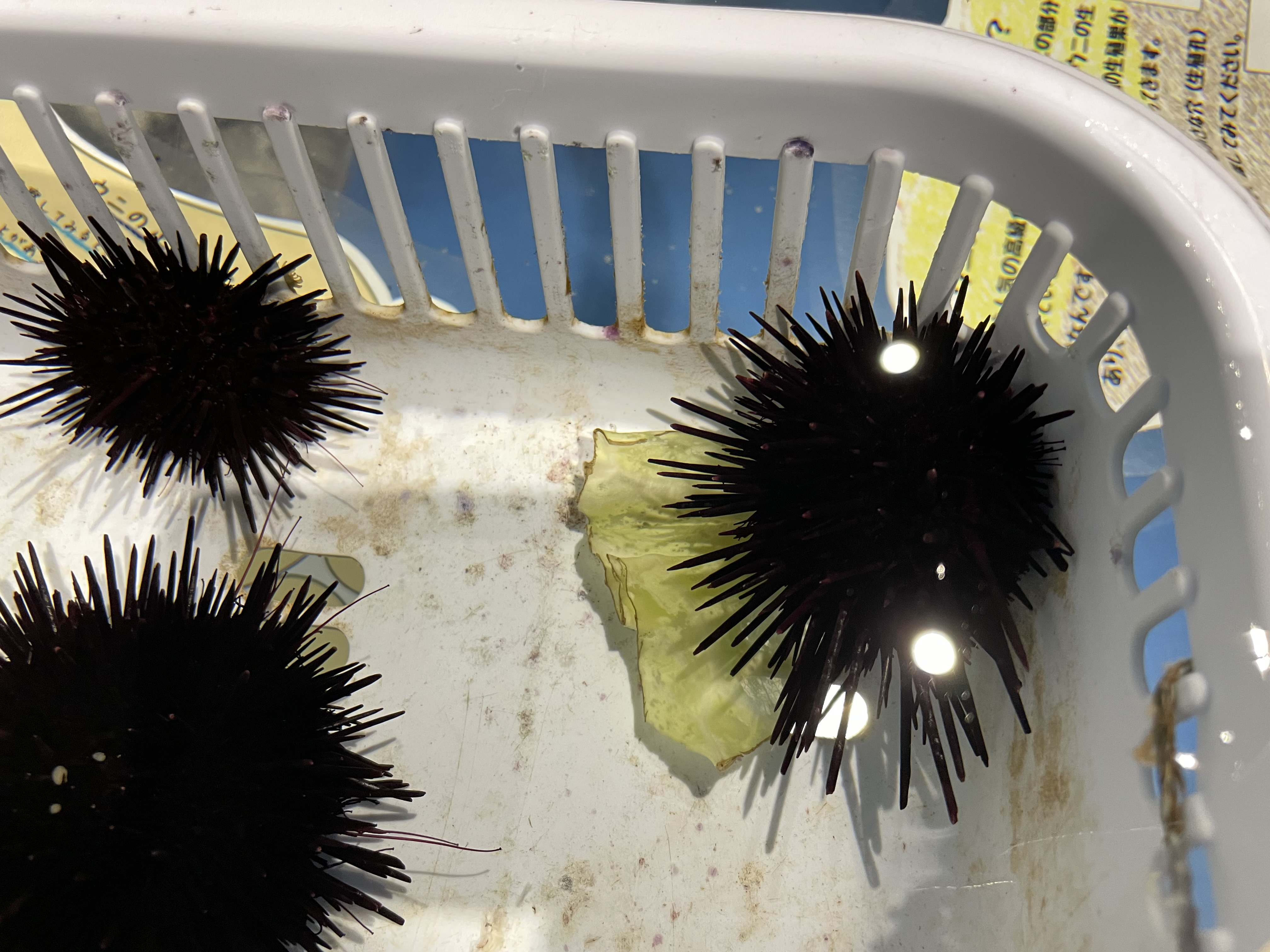
参考：水族館でキャベツを餌に与えられて食べるムラサキウニ（マリンワールド海の中道）

キャベツウニは、神奈川県水産技術センターが研究開発した、キャベツを餌として養殖したウニ。神奈川県の登録商標である。2021年現在、神奈川県内4市の漁業者と1市場で養殖を行っており、他の道県でも野菜や果物を使った養殖ウニの研究が進みつつある。
磯焼け対策として研究が始まり、駆除対象となるウニの活用と、廃棄対象となる規格外キャベツの活用の両立を図っている。この研究により、雑食性の生物であるウニが、特にキャベツを好んで食することが判明した。

## 研究開発史
神奈川県沿岸部では、2000年代中頃から磯焼け現象が発生し、その原因生物としてアイゴやウニを駆除していた。魚のアイゴは網で捕獲すれば数が減ってきたが、ウニは増える一方だった。磯焼けした海で獲れるウニは餌になる海藻が乏しいために身入りが悪く、海中で叩き潰されたり、1匹ずつ陸上で割られたり、海底深くに沈められたりしていた。1平方メートルに100匹いることもあり、売り物にもならないウニを大量に獲らねばならないのは、漁業者にとって非常に困難な作業だった。
三浦市にある神奈川県水産技術センターでは、2015年頃より駆除するムラサキウニが雑食性であることに注目し、実験的にさまざまな餌を与えてみた。100種類以上を与えたところ、特にキャベツを好むことが判明した。キャベツを与えたウニの可食部（生殖巣）は、数倍に増加していた。
水産技術センターではさらなる研究を重ね、可食部が肥大する4 - 6月の間だけ餌を与えることで身入りがあるか実験した。すると、苦みや臭みのないウニに成長することを突き止めた。事業化すれば、厄介者扱いされているウニを出荷できるうえ、規格外で流通させられないキャベツを有効利用することもできる見通しが立った。
水産技術センターは2017年4月に記者発表を行い、同年のゴールデンウィーク明けに朝日新聞の全国版で紹介された。その記事は小さなものだったが、後日には別の朝日新聞記者が大きく取り上げ、朝日新聞デジタルやYahoo!ニュースのトップに出たことから、記事掲載からの3か月で1000件の問い合わせがあった。「空きスペースを使ってキャベツウニを養殖できないか」という、水産関係ではない異業種からの問い合わせが主であった。
2018年には日本国外のニュース番組でも紹介され、日本国外からの問い合わせも入るようになった。さらには、水産技術センターへのツアーバスの来訪や京急油壺マリンパークでのキャベツウニの展示に広がっていった。水産技術センターでは、キャベツウニが時折チョコレート色になる現象の改善、大量飼育法、陸上での閉鎖型飼育法に、引き続き取り組んでいる。

### ウニ養殖とキャベツ
実験段階では、まず最初にマグロの切れ端やパンの耳、おから、米飯、うどんなどを与えた。ウニはそれらを食べたが、継続的には食べなかった。そこで野菜に切り替え、三浦半島特産のキャベツのほか、ダイコンの葉や皮、ハクサイ、ホウレンソウなどを与えた。シュンギク、ハーブ、ジャガイモ、サツマイモなどあまり食べないものもあったが、ほとんどのものを食べた。中でもキャベツをよく好み、キャベツ1玉（約1.5キログラム）を80匹のウニが3日で完食したこともあった。また、海中にキャベツと海藻を網に入れて設置したところ、天然ウニはキャベツの方に多く集まった。
一般的な養殖ウニは昆布を与えるが、与え続けるとウニが食べ飽きるため、養殖の途中で別の餌に切り替える必要がある。しかし、神奈川県のムラサキウニは、キャベツを飽きることなく食べ続けた。
ウニにキャベツを与えたのは、ウニの可食部が肥大する4 - 6月にちょうど入手できたのがキャベツだったという事情もある（7月に入るとウニは産卵期を迎える）。三浦半島では毎年、規格外や傷物のキャベツが廃棄されており、その量は総生産量の1割に達する。水産技術センターはそれを引き取り、ウニに与えた。
キャベツの栄養価を海藻類と比べた場合、グリシン、アラニン、バリンなどの遊離アミノ酸の含有量は海藻よりも少ない。しかし、神奈川県水産技術センターの研究では、キャベツのみを食べたムラサキウニの身入りは優れており、甘味が増加した（後述）。この点から、生育や生殖巣の増加に関する栄養欲求が少ないか、蓄積するアミノ酸自体をムラサキウニ自体が作り出す能力があると推測されている。

## 生産と流通
神奈川県では2021年現在、小田原市・逗子市・三浦市・横須賀市の漁業者と川崎市の生鮮市場が養殖に取り組んでいる。川崎市の市場ではスーパーマーケット向けに野菜を袋詰めにして販売しており、そこで出る1日100キログラムの野菜の端材を有効活用し、場内の空き店舗で養殖している。
生産されたキャベツウニは、県内のスーパーマーケットで販売される。販売開始当初は流通・小売業者による応援販売としての性格が強く、3個1000円や1個400円で並んだ。2020年は小田原市漁業協同組合から約1000個、小坪漁業協同組合（逗子市）から約1300個が出荷された。
逗子市では、スーパーマーケットのスズキヤが自社各店から出たキャベツの葉を集めて、小坪漁業協同組合が小坪漁港の岸壁に設置した養殖水槽でキャベツウニを養殖し、スズキヤで販売している。また、市内のイタリアンレストランでは「キャベツウニパスタ」の提供を2020年7月に開始し、キャベツウニをメニューに取り入れた日本初の店となった。

### 食味
神奈川県水産技術センターの研究では、キャベツを与えたムラサキウニは甘味成分のグリシンやアラニンと、旨味成分のグルタミン酸の遊離アミノ酸量が高く、苦味成分のバリンは中間に位置する。市販されるウニ類と比べると、甘みや旨味が高い方に属し、苦味がやや少ない結果となった。水産技術センターの研究員は、「デザート感覚で果物のような味わい」と表現している。関係者向けの試食会では「磯臭さが少なく、ウニ嫌いでも食べられる」という感想が出たほか、回転寿司店からは「すぐにでも使える」と評価を受けた。

### 登録商標
「キャベツウニ」は神奈川県によって商標登録されている（登録番号：6306673、登録日：2020年10月21日）。登録したのは、キャベツウニの認知度向上と販売促進を狙ったものである。このほか、「磯焼け救援隊キャベツウニ」（登録番号：6361932）と「菜食系キャベツウニ」（同：6361933）を神奈川県が商標登録している（登録日：2021年3月10日）。
「キャベツウニ」の商標は、神奈川県の許諾を得れば、神奈川県民であるか否かを問わず、漁業者または水産関係団体であれば無償で利用できる。これは「開放商標戦略」、すなわち、商標を独占するために商標登録したのではなく、低品質のものや無関係のものが流通するのを防ぐため、独占制御権（コントール権）の獲得を目的として商標登録したと考えられる。

### 類似の養殖例
日本国産の天然ウニは9割以上が北海道・東北地方で獲れるが、キャベツウニは日本のどこでも養殖できる。神奈川県水産技術センターは「キャベツウニ」を「海藻以外で育てられたウニ」の総称として広め、各地で地域ブランドとして育ててほしいと考えている。
実際に、北海道でハクサイ、三重県でミカン、山口県でトマト・アスパラガス、愛媛県でブロッコリーを使ったウニの養殖が試みられている。山口県では、下関市栽培漁業センターが地元産の廃棄されるトマトやアスパラガスでムラサキウニを養殖する研究を進め、地元企業を巻き込んで「ウニベーション推進協議会」を設立し、技術確立を目指している。愛媛県では、愛南町がガンガゼ（ウニ類）をブロッコリーで育て、「ウニッコリー」としてブランド化を推進している。さらに愛媛大学の協力を得て、2018年11月よりウニッコリーに規格外の愛南ゴールド（柑橘類）を週1 - 2回与え、「柑橘風味のウニッコリー」として商品展開する方向で養殖を進めている。
近畿大学でも、野菜や配合飼料、流れてきた藻を使ってムラサキウニの養殖を行っている。「近大産ウニ」のブランド名を付け、同大学が東京と大阪で経営する料理店で、すでに提供を開始している。くら寿司ではキャベツウニにヒントを得て、2020年11月よりニザダイにキャベツを与えることで臭みを減らすことに成功し、「『ベジタブルフィッシュ』ニザダイ」として商品化した。

## 文化
2020年を前後して、キャベツウニがたびたびマスメディアで取り上げられるようになり、ウニがキャベツを食べる様子が「癒される」・「かわいい」と注目されている。
日本テレビは、日テレNEWS24の番組『the SOCIAL』で2019年11月に放送したキャベツウニの回を2020年12月にYouTubeで傑作選として公開したところ、再生回数が2週間で190万回を記録した。2021年1月5日には、いらすとやが「キャベツを食べるウニ」のイラストを作成・公開し、同年4月には個人がキャベツウニを模したタオルを作り、twitterで公開した。